# Plexus honteux

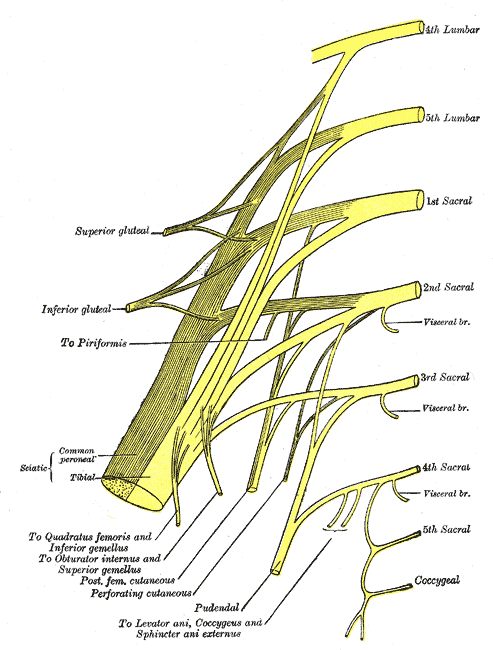
Les plexus sacral, honteux et coccygien

Le plexus honteux en anatomie humaine est un plexus nerveux pair et symétrique de la région pelvienne.
Il fait partie du plexus lombo-sacré. Mais les normes internationales (FMA, TA98 et TA2) ne le reconnaissent pas comme une entité anatomique autonome et intègrent ses composantes comme branches collatérales de la partie antérieure du plexus sacral.

## Origine
Le plexus honteux est formé par les rameaux antérieurs des deuxième, troisième et quatrième nerfs sacrés (S2, S3, S4).

## Structure
Le plexus honteux est situé sur le muscle coccygien en dessous du fascia pelvien.
Il donne les branches collatérales :
- le nerf du muscle élévateur de l'anus,
- le nerf du muscle coccygien,
- le nerf rectal supérieur,
- un rameau sensitif pour la peau de la région anale et de la partie la plus interne de la fesse,

- les nerfs érecteurs.

Il se termine par le nerf pudendal.

## Zone d'innervation
Le plexus honteux innerve les organes génitaux externes et le périnée.